# František Kakos
František Kakos (8. listopadu 1919 – ???) byl český a československý politik Československé strany socialistické, poúnorový poslanec Národního shromáždění ČSSR a poslanec Sněmovny lidu Federálního shromáždění za normalizace.

## Biografie
Ve volbách roku 1960 byl zvolen za ČSS do Národního shromáždění ČSSR za Severočeský kraj. Mandát obhájil ve volbách v roce 1964. V Národním shromáždění zasedal až do konce volebního období parlamentu v roce 1968. K roku 1968 se uvádí profesně jako referent ONV v obvodu Liberec-venkov.
Po federalizaci Československa usedl roku 1969 do Sněmovny lidu Federálního shromáždění (volební obvod Liberec-venkov). Mandát obhájil ve volbách roku 1971 a v parlamentu setrval do konce volebního období, tedy do voleb roku 1976.